# Älmhults högre allmänna läroverk
Älmhults högre allmänna läroverk var ett läroverk i Älmhult verksamt från 1927 till 1968.

## Historia
Skolan föregicks av en högre folkskola inrättad 1923 vilken 1 januari 1927 ombildades till en kommunal mellanskola till 1945 ombildad till en samskola, från 1960 ombildad till Älmhults högre allmänna läroverk, . Skolan kommunaliserades 1966 och namnändrades då till Haganässkolan. Studentexamen gavs från 1959 till 1968 och realexamen från 1927 till 1971.